# كريستوف كورتي
كريستوف كورتي (بالألمانية: Christoph Korte)‏ هو مجدف ألماني، ولد في 28 ديسمبر 1965 في فالتروب في ألمانيا.

## وصلات خارجية
- كريستوف كورتي على موقع الاتحاد الدولي للتجديف (الإنجليزية)
- كريستوف كورتي على موقع اللجنة الأولمبية الدولية (الإنجليزية)
- كريستوف كورتي على موقع أوليمبيديا (الإنجليزية)